# Gastrocotyle
- Commons
- Wikispecies

Gastrocotyle é um gênero de plantas pertencente à família Boraginaceae.